# Botsorhel
Botsorhel (en bretó Bodsorc'hel) és un municipi francès, situat a la regió de Bretanya, al departament de Finisterre. L'any 2006 tenia 479 habitants.

## Demografia
| 1962                                       | 1968 | 1975 | 1982 | 1990 | 1999 |
| ------------------------------------------ | ---- | ---- | ---- | ---- | ---- |
| 760                                        | 674  | 608  | 563  | 568  | 493  |
| Des de 1962: població sense dobles comptes |      |      |      |      |      |

## Administració
| Període   | Identitat       | Partit |
| --------- | --------------- | ------ |
| 1989-1995 | Etienne Manchec |        |
| 1995-2001 | Jean Lucas      |        |
| 2001-2008 | Etienne Manchec |        |
| 2008-     | Monique Quéré   |        |